# Grünspan-Träuschling
Der Grünspan-Träuschling (Stropharia aeruginosa) ist eine Pilzart aus der Gattung der Träuschlinge.

## Merkmale
Der Grünspan-Träuschling bildet in Hut und Stiel gegliederte Fruchtkörper. Der Hut ist 3–8 cm breit, stumpf gebuckelt, später flach ausgebreitet, blaugrün bis spangrün und alt etwas gelblich gefärbt. Er besitzt eine abziehbare, dick mit Schleim und darin schwimmenden Velumresten bedeckte Huthaut. Bei trockener Witterung wird die Hutoberfläche klebrig. Der Hutrand ist lange heruntergebogen, stumpf und bei jungen Exemplaren mit Velumflocken behangen. Die am Stiel leicht ausgebuchtet angewachsenen Lamellen sind anfangs grau-weiß bis grau-braun und später violett-grau bis violett-braun gefärbt. Die Lamellenschneide ist deutlich heller. Der Stiel misst in der Länge 4–8 cm und in der Dicke 0,4–1 cm. Er trägt einen hängenden, gerieften Ring in derselben bräunlich violetten Farbe wie die Lamellen. Er ist hohl oder voll und zur Basis hin manchmal etwas verdickt. Die Stielfarbe oberhalb des Ringes ist jung blau bis blaugrün, darunter blau bis blaugrün. Der Stiel hat jung eine schuppig-flockige Stielrinde, die im Alter verkahlt.
Das Sporenpulver ist violettbraun. Die Sporen sind ellipsoid und glatt, dickwandig, 7–10 × 5  μm groß und haben einen Keimporus. Die Art besitzt keulige Cheilozystiden, nur die Pleurozystiden sind als Chrysozystiden ausgebildet.

## Ökologie und Phänologie
Der Grünspan-Träuschling lebt saprobiontisch in der Laub- und Nadelstreu oder sehr stark vermorschtem Holz. Er bevorzugt saure, kalkfreie, nährstoff- und stickstoffarme Böden und kann in den verschiedensten Waldtypen, entlang von Wegen, in Gärten und Parks sowie seltener auf Wiesen gefunden werden.
Seine Fruchtkörper erscheinen in Mitteleuropa vom Spätsommer bis in den Spätherbst.

## Verbreitung

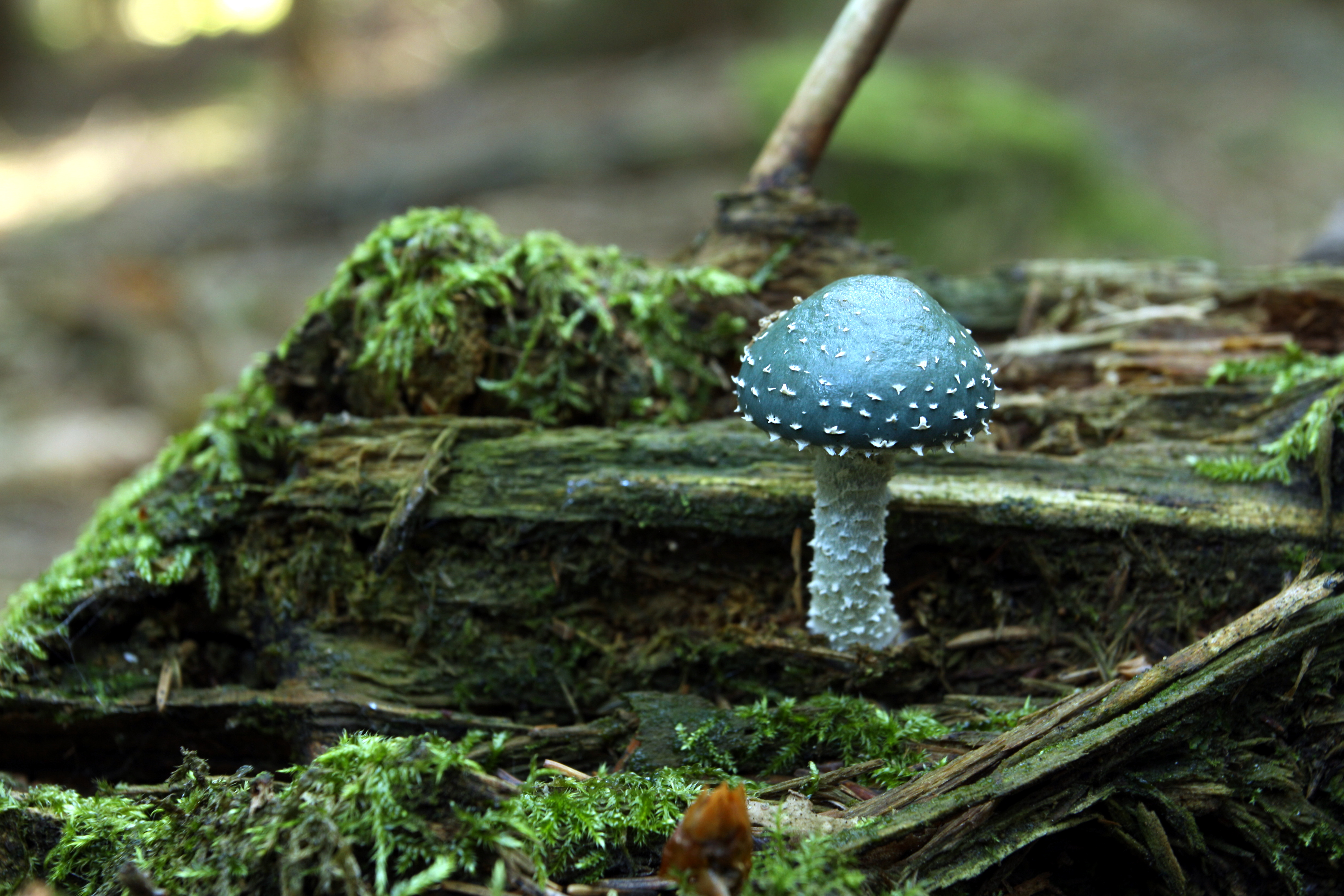
Ein junges Exemplar des Grünspan-Träuschlings.

Der Grünspan-Träuschling ist in der Holarktis verbreitet. Er kommt von Kleinasien über das Kaukasusgebiet bis Ostsibirien, Korea, Japan, in den USA, Kanada und auf Grönland, in Nordafrika und auf den Kanarischen Inseln vor. In Europa reicht sein Verbreitungsgebiet vom Mittelmeer bis Skandinavien, den Hebriden und Island, sowie von Großbritannien und Frankreich bis in das Baltikum und Russland. In Deutschland ist die Art weit verbreitet und häufig, wird allerdings durch forstliche Maßnahmen und Düngereintrag zunehmend gefährdet.

## Bedeutung
Der Grünspan-Träuschling ist essbar, allerdings kein wertvoller Speisepilz.

## Verwechslung
Durch den schleimigen, intensiv blaugrünen Hut und die weißen Schüppchen ist der Grünspan-Träuschling gut von Arten anderer Gattungen zu unterscheiden.
Der Blaue Träuschling (Stropharia caerulea) unterscheidet sich durch einen fehlenden Violettton in Sporenpulver und Lamellen, diese sind braun gefärbt. Außerdem hat er eine schwächer ausgebildete Ringzone und eine weniger starke Stielschuppung. Mikroskopisch unterscheidet er sich durch utriforme Cheilozystiden, die als Chrysozystiden ausgebildet sind.
Der seltene Weißblaue Träuschling (Stropharia pseudocyanea) kommt eher auf Wiesen und Weiden vor, besitzt einen kegeligen, blasser weißlich graugrünen Hut, eine schwächer ausgebildete Ringzone und riecht nach Pfeffer.